# Sehnsucht (альбом Lacrimosa)
Sehnsucht (укр. «туга») — десятий студійний альбом швейцарського гурту Lacrimosa. Це перший альбом групи, на якому вийшло 10 треків. До альбому Satura включно кожен повноформатний реліз складався з 6 треків. Після виходу Inferno кожен альбом містив по 8 треків (не враховуючи приховані). 

Цей альбом був виданий у двох версіях: звичайній та спеціальній. Спеціальна версія альбому відрізняється іншими версіями деяких треків та обкладинкою: вогонь біля ніг коня виконаний в кольорі.

## Список композицій
| Звичайна версія | Звичайна версія                  | Звичайна версія | Звичайна версія |
| #               | Назва                            | Автор           | Тривалість      |
| --------------- | -------------------------------- | --------------- | --------------- |
| 1.              | «Die Sehnsucht in Mir»           | Тіло Вольф      | 8:03            |
| 2.              | «Mandira Nabula»                 | Тіло Вольф      | 5:17            |
| 3.              | «A.u.S.»                         | Тіло Вольф      | 6:50            |
| 4.              | «Feuer»                          | Тіло Вольф      | 4:33            |
| 5.              | «A Prayer for Your Heart»        | Тіло Вольф      | 5:13            |
| 6.              | «I Lost My Star in Krasnodar»    | Тіло Вольф      | 5:39            |
| 7.              | «Die Taube»                      | Тіло Вольф      | 7:28            |
| 8.              | «Call Me with the Voice of Love» | Тіло Вольф      | 3:36            |
| 9.              | «Der Tote Winkel»                | Тіло Вольф      | 5:23            |
| 10.             | «Koma»                           | Тіло Вольф      | 7:46            |

| Special Edition | Special Edition                                    | Special Edition | Special Edition |
| #               | Назва                                              | Автор           | Тривалість      |
| --------------- | -------------------------------------------------- | --------------- | --------------- |
| 1.              | «Die Sehnsucht in Mir»                             | Тіло Вольф      | 8:03            |
| 2.              | «Mandira Nabula» (Special Version)                 | Тіло Вольф      | 5:35            |
| 3.              | «A.u.S.» (Special Version)                         | Тіло Вольф      | 7:14            |
| 4.              | «Feuer»                                            | Тіло Вольф      | 4:33            |
| 5.              | «A Prayer for Your Heart»                          | Тіло Вольф      | 5:13            |
| 6.              | «I Lost My Star in Krasnodar» (Special Version)    | Тіло Вольф      | 5:39            |
| 7.              | «Die Taube»                                        | Тіло Вольф      | 7:28            |
| 8.              | «Call Me with the Voice of Love» (Special Version) | Тіло Вольф      | 3:49            |
| 9.              | «Der Tote Winkel» (Special Version)                | Тіло Вольф      | 5:23            |
| 10.             | «Koma» (Special Version)                           | Тіло Вольф      | 9:09            |

## Чарти
| Chart (2009) | Найвище місце |
| ------------ | ------------- |
| AUT          | 68            |
| GER          | 35            |
| MEX          | 49            |
| SUI          | 82            |